# 洪塘街道
洪塘街道是中华人民共和国浙江省宁波市江北区下辖的一个街道，辖区面积22.3平方公里，因旧时有汉陂（俗称海塘）居有洪氏，又称洪家塘而得名:86。

## 历史
东周时期便有人类居住，秦至唐初属句章县，唐武德四年（621年）属鄞州，武德八年（625年）属鄮县，开元二十六年（738年）属慈溪县，宋至清时属西屿乡、德门乡，1919年属城关区、庄桥区，1932年属洪塘镇，1947年属东区洪塘乡、裘市乡，1950年4月洪塘乡分出鞍山乡、狮东乡，9月裘市乡分出横山乡，1954年10月改属余姚县，1956年3月洪塘乡、洋墅乡、费市乡并入鞍山乡，4月裘市乡、横山乡、城东乡并入狮东乡，1957年12月狮东乡分出裘市乡，1958年10月改为东风人民公社，1959年1月更名为慈城人民公社，1960年10月划归宁波市，11月洪塘管理区、鞍山管理区、洋市管理区、狮东管理区划归庄桥人民公社，1961年5月改为洪塘公社、洋墅公社、裘市公社，9月设立慈城区，洪塘公社、裘市公社属慈城区，12月设立甬江区，洋墅公社属甬江区，1962年12月撤销慈城区、甬江区，1978年11月属郊区办事处，1983年10月洪塘公社改为洪塘乡，12月裘市公社改为裘市乡，1984年2月属江北区，1985年3月洪塘乡改为洪塘镇，1989年12月裘市乡改为裘市镇，1990年10月原洋市乡洋市村、孙家村、上宅村、旧宅徐村划入洪塘镇，1992年5月裘市镇并入洪塘镇，2004年6月撤镇设立洪塘街道:86-87:91，2020年6月以茅家河西侧岸线为界，分为洪塘街道和前江街道，辖区范围为东北与庄桥街道毗邻，江北大道以北部分边界不变，以南部分以洋市中心河东侧岸线为基准，南临姚江，西至茅家河西侧岸线，往西北沿江北大道，与慈城交接。

## 行政区划
洪塘街道共辖14个社区和8个行政村，分别是：
洪塘社区、姚江社区、亲亲社区、洪都社区、宁沁社区、洋市社区、裘市社区、北欣社区、逸嘉社区、旧宅徐社区、洪塘村、荪湖村、安山村、周陈村、后张村、上沈村、旧宅村、赵家村、下沈村、前后潘村、林家村、叶家斗村、洋市村、孙家村、上宅村、西江村、横山村、郎家村、裘市村、朱界村、邵家渡村和西洪村。

## 交通
- 萧甬铁路、洪镇铁路：宁波北站
- 宁波轨道交通4号线：洪塘中路站、洪大路站